# 2010년 한일 클럽 챔피언십
2010년 한일 클럽 챔피언십(KBO-NPB Club Championship 2010)은 2010년 11월 13일에 KBO 2010년 한국시리즈 우승팀 SK 와이번스와 NPB 2010년 일본 시리즈의 우승팀 지바 롯데 마린스와의 국제 프로 야구 대회이다. 이 대회는 전년도 대회와 마찬가지로 아시아 시리즈를 대신하여 개최한 대회인데, 이 해에는 대한민국-타이완 클럽 챔피언십도 개최되었다. 단판 승부로 챔피언을 결정지었으며, 일본 도쿄 돔에서 개최되었다.
경기 결과 지바 롯데 마린스가 SK 와이번스를 꺾고 승리하였다.

## 대회 개요
- 시간 : 2010년 11월 13일 14시
- 장소 : 도쿄 돔
- 상금
  - 우승 : 2,000만 엔
  - 준우승 : 500만 엔
- 주관 :  일본 야구 기구(NPB)
- 협력 :  KBO(KBO),  중국야구협회(CBA),  중화 직업봉구 대연맹(CPBL)
- 후원 : 관광청

## 경기장
| 도쿄도            |
| ----------------- |
| 도쿄 돔           |
| 수용인원 : 45,600 |
|                   |

## 출전팀
| 리그           | 출전팀           | 자격                       | 구단 위치           |
| -------------- | ---------------- | -------------------------- | ------------------- |
| KBO 리그       | SK 와이번스      | 2010년 한국 프로 야구 우승 | 대한민국 인천광역시 |
| 일본 프로 야구 | 지바 롯데 마린스 | 2010년 일본 프로 야구 우승 | 일본 지바현         |

## 중계

### 대한민국
- MBC 스포츠+(생중계)
  - 캐스터 : 정우영, 해설 : 이효봉
- TU미디어 - TU스포츠채널(생중계)

### 일본
- J SPORTS(생중계), TV 도쿄(하이라이트 중계)

## 경기 결과
| 팀 | 1 | 2 | 3 | 4 | 5 | 6 | 7 | 8 | 9 | R | H | E |
| SK 와이번스 | 0 | 0 | 0 | 0 | 0 | 0 | 0 | 0 | 0 | 0 | 2 | 0 |
| 지바 롯데 마린스 | 0 | 2 | 0 | 0 | 1 | 0 | 0 | 0 | X | 3 | 9 | 0 |
| 승리 투수: 가라카와 유키 패전 투수: 카도쿠라 켄 세이브: 고바야시 히로유키 홈런: 지바 롯데 – 이마에 도시아키(5회 1점) |   |   |   |   |   |   |   |   |   |   |   |   |

SK는 카도쿠라 켄이, 지바 롯데는 가라카와 유키가 선발로 등판하였다. SK는 1회말 톱타자 박재상이 지바 롯데의 선발 가라카와를 상대로 안타를 쳐냈다. 하지만 점수로 이어지지 못하였고 2회초 2사 만루 찬스에서 득점을 올리는데 실패한 SK는 2회말 지바 롯데에 실점을 허용했다. 지바 롯데는 SK 선발 카도쿠라를 상대로 2회 1사 후 사토자키 도모야가 홈플레이트 근처에서 멈춰버린 내야 안타를 만들어냈다. 이어 헤이우치 히사오의 헛스윙 삼진 때 2루 도루를 성공한 뒤 오카다 요시후미의 내야 안타와 니시오카 쓰요시의 볼넷으로 2사 만루 상황에서 2번 기요타 이쿠히로가 2타점 중전 적시타를 날리며 2-0으로 앞서갔다. 기요타는 1회말 2루에서 횡사했으나 2타점 적시타로 실수를 만회했다.
지바 롯데는 5회 추가점을 냈다. 승리를 결정짓는 추가점은 일본 시리즈 MVP인 이마에 도시아키의 배트에서 나왔다. 이마에는 5회말 선두타자로 나서 SK 2번째 투수 전병두를 상대로 볼카운트 0-2에서 3구째 가운데 정직한 직구(139 km)를 통타, 좌월 130m 솔로 홈런을 날렸다. 덕분에 지바 롯데는 3-0으로 달아나며 승부를 결정지었다. 선발 가라카와에 이어 야부타(6회)-우치(7회)-이토(8회)가 차례로 마운드에 올라 SK 타선을 완벽하게 틀어막은 뒤 9회 마무리 투수 고바야시 히로유키가 등판 무실점으로 깔끔하게 경기를 마무리하였다.

## 같이 보기
- 2010년 한국시리즈
- 2010년 일본 시리즈
- 한일 클럽 챔피언십
- 아시아 시리즈